# Rue Jean-Bart (Paris)
Pour les articles homonymes, voir Rue Jean-Bart.
La rue Jean-Bart est une voie située dans le quartier Notre-Dame-des-Champs dans le 6e arrondissement de Paris.

## Situation et accès
La rue Jean-Bart est desservie à proximité par la ligne 12 à la station Rennes et la ligne 4 à la station Saint-Placide.

## Origine du nom

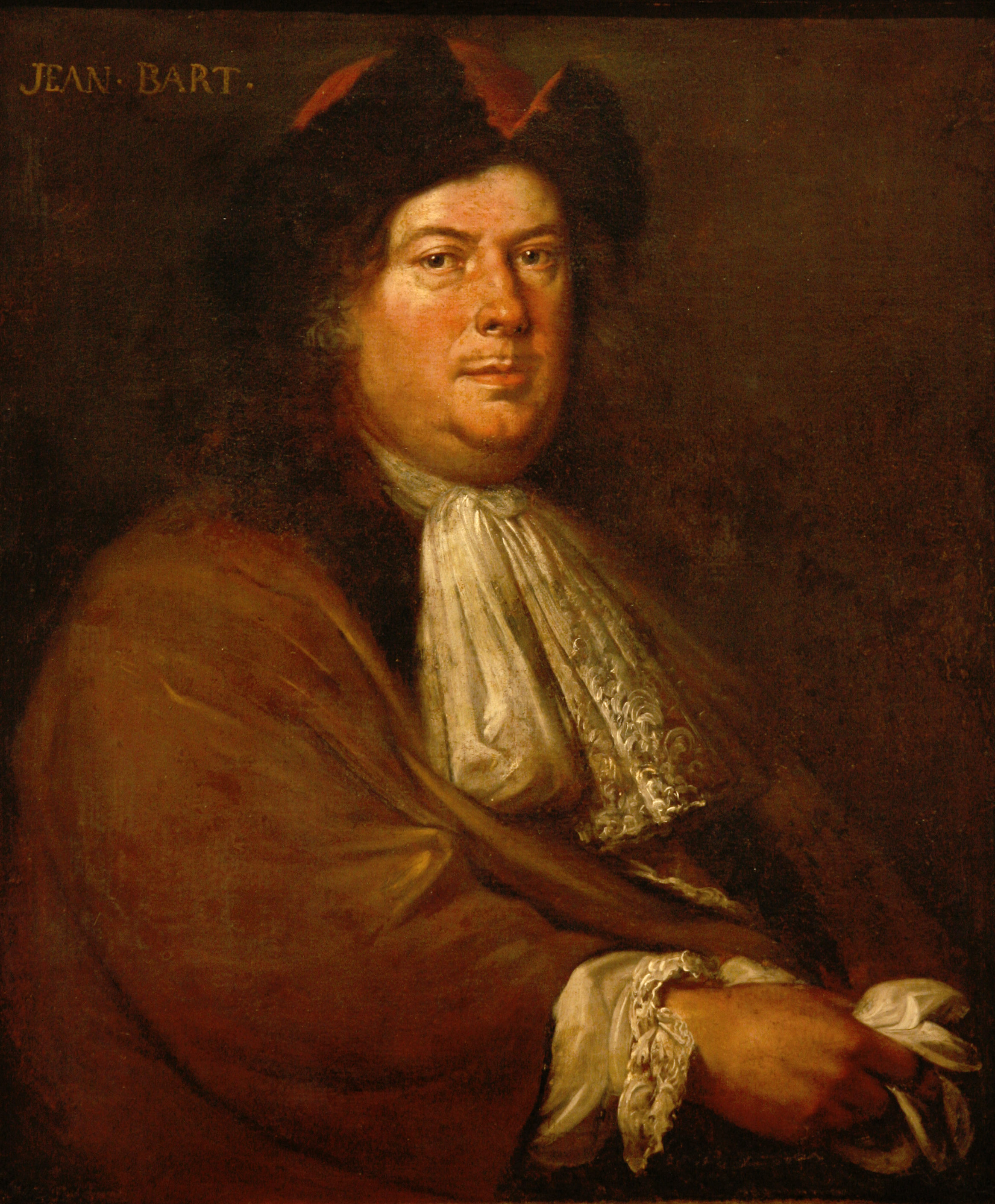
Jean Bart.

Cette rue porte le nom du célèbre marin, corsaire du roi, puis capitaine de frégate Jean Bart (1650-1702).

## Historique
La rue figure sur un projet dressé par Chalgrin en 1779, avec les rues Madame et de Fleurus. 
Avant d'émigrer, Monsieur, futur Louis XVIII, habitait le palais du Luxembourg.
Vers 1790, il conçut le projet de supprimer une partie du jardin de ce palais et de vendre les terrains divisés en plusieurs rues nouvelles. Les terrains, qui contenaient une superficie totale de 60 500 m2 environ, furent aliénés, et les percements que l'on exécuta vers cette époque sont :
1. la « rue Jean-Bart »
2. la rue Duguay-Trouin
3. la rue de Fleurus (partie comprise entre la nouvelle clôture du jardin du Luxembourg et l'ancienne impasse Notre-Dame-des-Champs[note 1]
4. la rue Madame (partie comprise entre la rue de Vaugirard et celle d'Assas).

En 1801, la « rue Jean-Bart » n'était ni pavée, ni éclairée.
Cette voie publique fut exécutée sur une largeur de 9,74 m. Une décision ministérielle du  17 brumaire an XII (9 novembre 1803), signée Chaptal, maintint cette largeur.
En vertu d'une ordonnance royale du 12 mai 1841, elle est fixée à 12 m.

## Bâtiments remarquables et lieux de mémoire
- No 5 (et 52, rue Madame) : immeuble Art déco construit par les architectes Jean Boucher et P. Soulard en 1931, signé en façade[3].
- No 6 : immeuble abritant le Centre culturel iranien (où sont organisés des conférences, des expositions, des cours de langue persane…). Le centre, qui a été fermé de longues années, a rouvert en 1995 après une profonde rénovation de l'immeuble. En 1925, domicile d'Henry Berthélemy[4].
- No 8 :  ici s'élevait autrefois l'atelier d'équipements de précision de l'ingénieur Louis-Guillaume Perreaux.
- No 10 : immeuble construit sur les plans de l'architecte Jean Boucher en 1930.
- No 11 : immeuble néo-gothique construit sur les plans de l'architecte Eugène Monnier en 1875.
- La rue débouche sur l'Institut catholique de Paris.

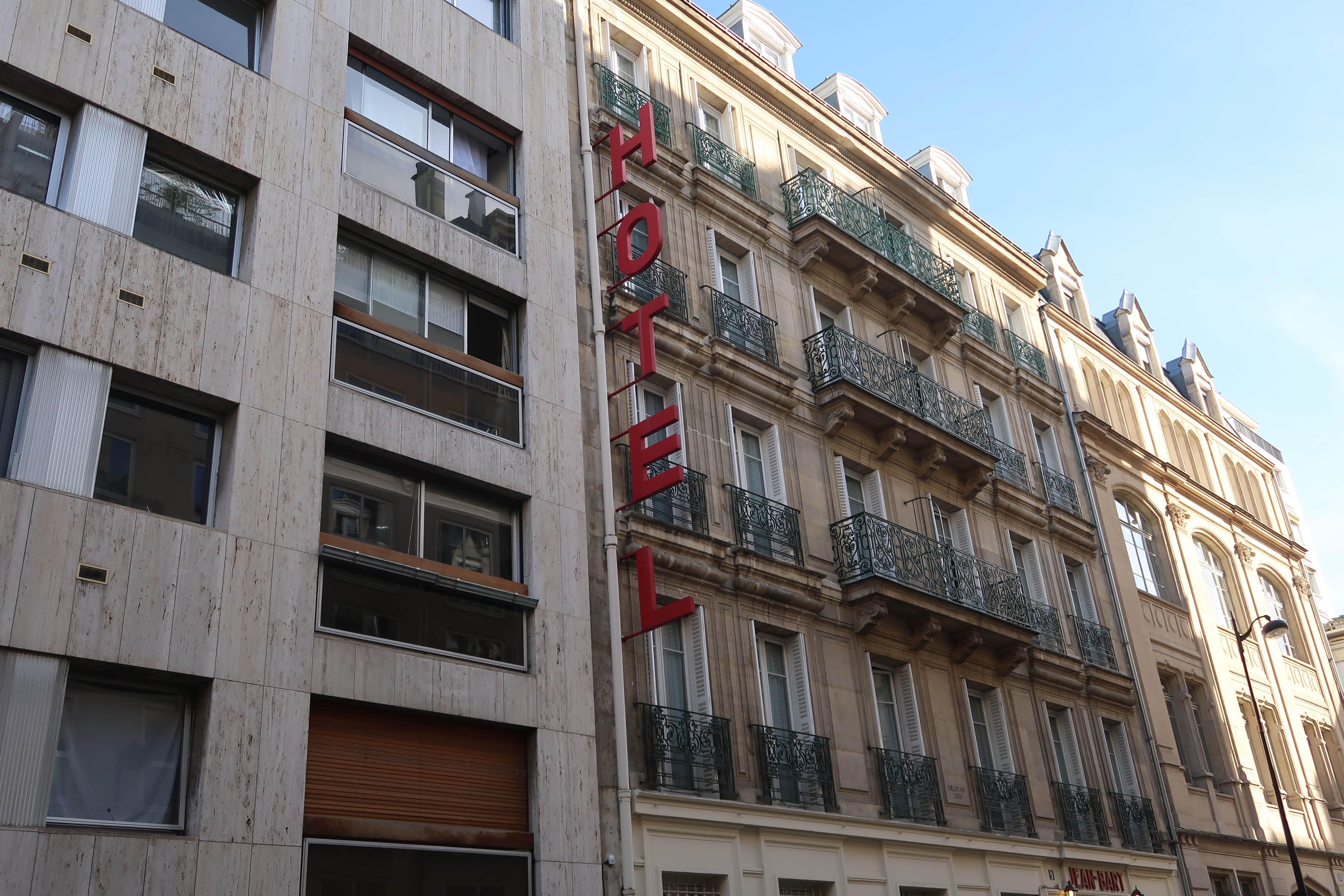
Hôtel au no 9.
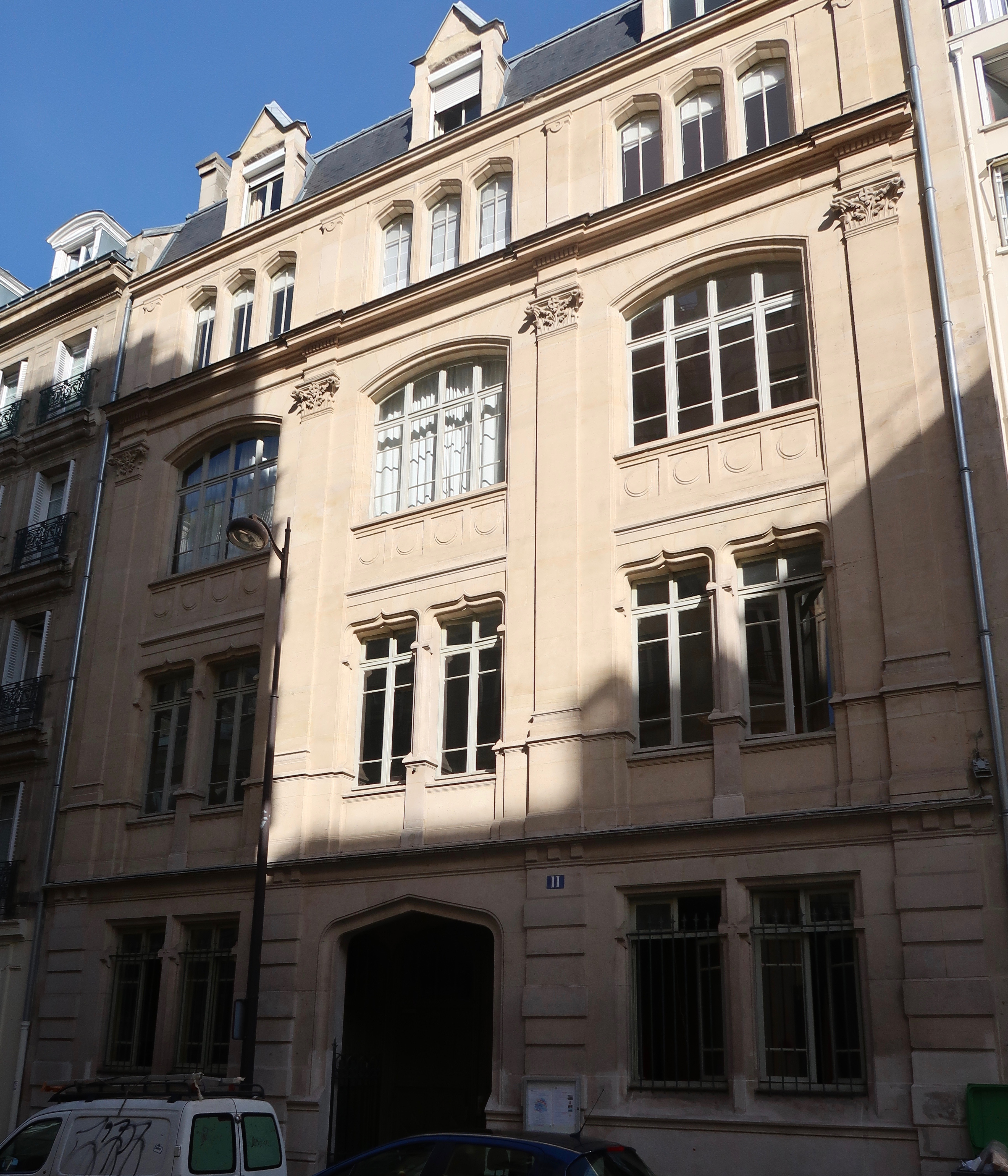
No 11.